# Vioolconcert nr. 1 (Penderecki)
Krzysztof Penderecki componeerde zijn eerste Concerto voor viool en orkest in de jaren 1976 en 1977. Hij had het pad van experimenteren verlaten en ging op zoek naar de roots van de klassieke muziek. Het vioolconcert is een aanloop naar een meer traditionele stijl, die hij zou voortzetten met zijn Te Deum en uitmondde in zijn haast romantische 2e symfonie. Voor zijn stijl kiest hij Dmitri Sjostakovitsj als voorbeeld en zet een lijn in die een combinatie is van traditionele klassieke muziek en de experimenten, die hij deed op het muziekgebied in de jaren zestig. Penderecki wilde een meerdelige concerto componeren, maar het eerste deel van dat concerto werd op een gegeven moment zo lang, dat het bij dat ene deel is gebleven.
De toon van het concert is serieus en broeierig, soms lyrisch van klank en dan weer uitermate technisch; de glissandos in de begeleiding dateren nog van vroeger jaren. Dat geldt ook voor de toonclusters en als gevolg daarvan de dissonanten, die hier en daar in het werk opduiken. In tegenstelling tot eerder werk lossen die harmonisch op om net zo snel weer terug te keren naar wrange akkoorden.
De première van in Bazel vanwege het 100-jarig bestaan van het plaatselijke Muziek Genootschap; het Bazel Symfonie Orkest o.l.v. Moshe Atzmon.

## Bron en discografie
- Uitgave Naxos; Pools Nationaal Radio-Symfonieorkest o.l.v. Antoni Wit, solist Konstanty Kulka; opname 2000;
- Uitgave Polskie Nagrania; hetzelfde orkest o.l.v. de componist met ook Kulka als solist. Opname 1979.